# Mauganj
Mauganj là một thị xã và là một nagar panchayat của quận Rewa thuộc bang Madhya Pradesh, Ấn Độ.

## Địa lý
Mauganj có vị trí 24°41′B 81°53′Đ / 24,68°B 81,88°Đ Nó có độ cao trung bình là 313 mét (1026 feet).

## Nhân khẩu
Theo điều tra dân số năm 2001 của Ấn Độ, Mauganj có dân số 22.989 người. Phái nam chiếm 52% tổng số dân và phái nữ chiếm 48%. Mauganj có tỷ lệ 52% biết đọc biết viết, thấp hơn tỷ lệ trung bình toàn quốc là 59,5%: tỷ lệ cho phái nam là 63%, và tỷ lệ cho phái nữ là 41%. Tại Mauganj, 18% dân số nhỏ hơn 6 tuổi.